# Steven Bergwijn
Steven Bergwijn, né le 8 octobre 1997 à Amsterdam (Pays-Bas), est un footballeur international néerlandais qui évolue au poste d'ailier gauche au Ittihad Club.

## Biographie

### Formation
Steven Bergwijn a commencé sa carrière chez les jeunes avec l'Ajax Amsterdam en 2009. Après une formation avec le club pendant deux ans, il a rejoint l'équipe de jeunes du PSV Eindhoven.

### PSV Eindhoven
Après avoir progressé dans les rangs des jeunes, il a commencé à jouer pour l'équipe senior du PSV Eindhoven en 2014.
Avec l'équipe des moins de 19 ans du PSV Eindhoven, il prend part à l'UEFA Youth League lors de l'saison 2015-2016. Lors de cette compétition, il inscrit un but contre l'AS Rome, lors des huitièmes de finale.
Le 8 décembre 2015, il débute en Ligue des champions contre le club russe du CSKA Moscou où il dispute les dernières minutes du match, en remplacement de Gastón Pereiro.
Il a marqué le troisième but contre le rival Ajax Amsterdam avec un score de 3-0 pour remporter le titre Eredivisie lors de la saison 2017-2018. Il a aidé son club à remporter le prestigieux titre de la Supercoupe des Pays-Bas en 2017. La saison précédente il s'illustre en championnat en inscrivant 14 buts et en délivrant 12 passes décisives.
Le 7 octobre 2019, il inscrit un but face au VVV Venlo et célèbre son but en rendant hommage à son coéquipier Mohamed Ihattaren qui a perdu son père (victoire, 4-1). Lors de la saison 2019-2020, il est courtisé par le club anglais de Tottenham Hotspur, un accord est trouvé le 28 janvier 2020, le montant du transfert est de 30 M€ + 2 M€ en bonus.
Il est champion des Pays-Bas à trois reprises avec le club PSV Eindhoven.

### Tottenham Hotspur
Le 29 janvier 2020, il s'engage cinq ans avec le club londonien de Tottenham et se voit attribuer le numéro 23 laissé par Christian Eriksen qui part à l'Inter Milan. Le montant du transfert, non dévoilé, serait aux abords de 30 M€ selon la presse anglaise. 

#### Saison 2019-2020
Le 2 février 2020, soit 4 jours seulement après avoir signé à Tottenham Hotspur, il est titularisé par José Mourinho face à Manchester City et marque le premier but de la rencontre, ce qui permet aux Spurs de prendre le dessus dans une rencontre qui était largement dominée par les Citizens. Tottenham Hotspur remporte le match sur le score de 2-0 et Steven Bergwijn devient ce soir là le 250e joueur de Premier League à marquer dès son 1er match. Le 1er mars 2020, il marque de nouveau face à Wolverhampton mais ne peut éviter la défaite (2-3). Il se blesse lors du match contre Burnley FC (1-1) et manque ainsi le huitième de finale retour de Ligue des champions de son équipe face au RB Leipzig (défaite 3-0). Il fait son retour trois mois plus tard à cause de la crise du coronavirus et ouvre le score face à Manchester United après une superbe course (1-1). Le 15 juillet 2020, seulement deux minutes après son entrée en jeu contre Newcastle United, il donne sa première passe décisive pour Harry Kane qui marque son 200e but en club et qui redonne l'avantage à Tottenham dans le match (1-2) pour finalement une victoire 1-3. 

### Ajax Amsterdam
Le 8 juillet 2022, il a signé pour 5 ans avec l'Ajax Amsterdam en provenance de Tottenham pour un montant de 31,25 millions d'euros.

### Al-Ittihad Club
Le 2 septembre 2024, Steven Bergwijn s'engage au Al-Ittihad Club en paraphant un contrat de trois ans. Le montant du transfert est estimé à 21 millions d'euros.

### En équipe nationale
En 2014, il est sélectionné par l'entraineur Maarten Stekelenburg pour participer au Championnat d'Europe des moins de 17 ans. Entouré de jeunes talents comme Donny van de Beek ou Abdelhak Nouri, Steven Bergwijn atteint la finale de la compétition, où il délivre une passe décisive pour Jari Schuurman, ce qui n'empêchera pas les Pays-Bas de s'incliner face à l'Angleterre aux tirs au but. 
Il participe avec la sélection néerlandaise des moins de 19 ans au championnat d'Europe des moins de 19 ans 2016 organisé en Allemagne. Lors de la compétition, il inscrit un doublé contre la Croatie. Il participe à sa première sélection avec l'équipe nationale des Pays-Bas le 13 octobre 2018 lors d'une victoire 3 buts à zéro contre l'Allemagne.
Le 11 novembre 2022, il est sélectionné par Louis van Gaal pour participer à la Coupe du monde 2022.
Le 29 mai 2024, il figure dans la liste des 26 joueurs néerlandais retenus par Ronald Koeman pour participer à l'Euro 2024.

### Vie privée
Steven Bergwijn naît aux Pays-Bas de parents originaires du Suriname..

## Statistiques
| Saison                | Club                  | Championnat           | Championnat | Championnat | Championnat | Coupe(s) nationale(s) | Coupe(s) nationale(s) | Coupe(s) nationale(s) | Supercoupe | Supercoupe | Supercoupe | Compétition(s) continentale(s) | Compétition(s) continentale(s) | Compétition(s) continentale(s) | Compétition(s) continentale(s) | Pays-Bas | Pays-Bas | Pays-Bas | Total | Total | Total |
| Saison                | Club                  | Division              | M.          | B.          | P.d.        | M.                    | B.                    | P.d.                  | M.         | B.         | P.d.       | Comp.                          | M.                             | B.                             | P.d.                           | M.       | B.       | P.d.     | M.    | B.    | P.d.  |
| 2014-2015             | PSV Eindhoven         | Eredivisie            | 1           | 0           | 0           | 1                     | 0                     | 0                     | -          | -          | -          | C3                             | 0                              | 0                              | 0                              | -        | -        | -        | 2     | 0     | 0     |
| 2015-2016             | PSV Eindhoven         | Eredivisie            | 5           | 0           | 0           | 2                     | 0                     | 0                     | -          | -          | -          | C1                             | 1                              | 0                              | 1                              | -        | -        | -        | 8     | 0     | 1     |
| 2016-2017             | PSV Eindhoven         | Eredivisie            | 25          | 2           | 1           | 2                     | 0                     | 0                     | -          | -          | -          | C1                             | 6                              | 0                              | 0                              | -        | -        | -        | 33    | 2     | 1     |
| 2017-2018             | PSV Eindhoven         | Eredivisie            | 32          | 8           | 7           | 2                     | 0                     | 0                     | -          | -          | -          | C3                             | 2                              | 0                              | 0                              | -        | -        | -        | 36    | 8     | 7     |
| 2018-2019             | PSV Eindhoven         | Eredivisie            | 33          | 14          | 12          | -                     | -                     | -                     | 1          | 0          | 0          | C1                             | 7                              | 1                              | 1                              | 7        | 0        | 0        | 48    | 15    | 13    |
| 2019-2020             | PSV Eindhoven         | Eredivisie            | 16          | 5           | 10          | 2                     | 0                     | 0                     | 1          | 0          | 0          | C1+C3                          | 2+8                            | 0+1                            | 1+1                            | 2        | 0        | 1        | 31    | 6     | 13    |
| Sous-total            | Sous-total            | Sous-total            | 112         | 29          | 30          | 9                     | 0                     | 0                     | 2          | 0          | 0          | -                              | 26                             | 2                              | 4                              | 9        | 0        | 1        | 158   | 31    | 35    |
| 2019-2020             | Tottenham Hotspur     | Premier League        | 14          | 3           | 1           | 1                     | 0                     | 0                     | -          | -          | -          | C1                             | 1                              | 0                              | 0                              | -        | -        | -        | 16    | 3     | 1     |
| 2020-2021             | Tottenham Hotspur     | Premier League        | 21          | 3           | 3           | 3                     | 3                     | 0                     | -          | -          | -          | C3                             | 11                             | 0                              | 3                              | 3        | 1        | 0        | 38    | 7     | 6     |
| 2021-2022             | Tottenham Hotspur     | Premier League        | 25          | 3           | 1           | 4                     | 1                     | 0                     | -          | -          | -          | C4                             | 3                              | 0                              | 0                              | 9        | 3        | 1        | 41    | 7     | 2     |
| Sous-total            | Sous-total            | Sous-total            | 60          | 7           | 5           | 7                     | 1                     | 0                     | 0          | 0          | 0          | -                              | 15                             | 0                              | 2                              | 13       | 6        | 2        | 95    | 14    | 9     |
| 2022-2023             | Ajax Amsterdam        | Eredivisie            | 32          | 12          | 5           | 4                     | 1                     | 0                     | 1          | 1          | 0          | C1+C3                          | 6+2                            | 3+0                            | 0+1                            | 8        | 2        | 0        | 53    | 19    | 6     |
| 2023-2024             | Ajax Amsterdam        | Eredivisie            | 24          | 12          | 4           | -                     | -                     | -                     | -          | -          | -          | C3                             | 7                              | 1                              | 1                              | 6        | 0        | 0        | 37    | 13    | 5     |
| 2024-2025             | Ajax Amsterdam        | Eredivisie            | 1           | 0           | 0           | -                     | -                     | -                     | -          | -          | -          | C3                             | 3                              | 0                              | 1                              | 0        | 0        | 0        | 4     | 0     | 1     |
| Sous-total            | Sous-total            | Sous-total            | 57          | 24          | 9           | 4                     | 0                     | 0                     | 1          | 1          | 0          | -                              | 18                             | 3                              | 3                              | 14       | 2        | 0        | 94    | 30    | 12    |
| 2024-2025             | Ittihad Club          | Saudi Pro League      | 22          | 10          | 6           | 3                     | 0                     | 0                     | -          | -          | -          | -                              | -                              | -                              | -                              | -        | -        | -        | 25    | 10    | 6     |
| Total sur la carrière | Total sur la carrière | Total sur la carrière | 251         | 69          | 51          | 23                    | 2                     | 0                     | 3          | 1          | 0          | -                              | 59                             | 7                              | 9                              | 36       | 8        | 3        | 372   | 87    | 63    |

## Palmarès
PSV Eindhoven
- Champion des Pays-Bas en 2015 et2016 avec le PSV Eindhoven.
- Vainqueur de la Supercoupe des Pays-Bas en 2017.

 Tottenham Hotspur
- Finaliste de la Coupe de la Ligue en 2021.